# Provinz Salta
Salta ist eine Provinz im Nordwesten Argentiniens. Hauptstadt ist der gleichnamige Ort Salta am Río Arenales, einem Quellfluss des Río Salado.

## Geografie
Die Provinz ist im Westen gebirgig mit Anteil an der Atacamawüste, wird von vier parallel laufenden Gebirgsketten, den Kordilleren – Fortsetzung der Anden-Ostkordillere Boliviens –, durchzogen und ist im Osten Flachland (westlicher Teil des Gran Chaco). Den Westen bewässern die Quellbäche und Nebenflüsse des Río Bermejo und Río Salado. Die Täler sind fruchtbar. Im Nordosten bildet der aus Bolivien kommende Río Pilcomayo die Grenze zu Paraguay.

### Klima
|                       | Jan   | Feb   | Mär   | Apr  | Mai  | Jun  | Jul  | Aug  | Sep  | Okt  | Nov  | Dez   |   |       |
| Mittl. Tagesmax. (°C) | 27,4  | 26,4  | 25,2  | 22,7 | 20,3 | 19,6 | 20,0 | 22,3 | 23,9 | 26,8 | 27,5 | 28,0  | ⌀ | 24,2  |
| Mittl. Tagesmin. (°C) | 16,6  | 15,7  | 15,3  | 11,9 | 7,6  | 4,1  | 2,9  | 4,9  | 7,3  | 11,8 | 14,1 | 15,9  | ⌀ | 10,7  |
|                       |       |       |       |      |      |      |      |      |      |      |      |       |   |       |
| Niederschlag (mm)     | 192,6 | 154,2 | 110,6 | 33,0 | 8,0  | 1,5  | 3,9  | 3,8  | 7,6  | 25,1 | 62,2 | 145,6 | Σ | 748,1 |
|                       |       |       |       |      |      |      |      |      |      |      |      |       |   |       |
| Regentage (d)         | 16,3  | 14,8  | 14,2  | 7,9  | 3,9  | 1,6  | 2,1  | 2,1  | 2,7  | 5,7  | 9,5  | 14,0  | Σ | 94,8  |

| 16,6 |

| 15,7 |

| 15,3 |

| 11,9 |

| 7,6 |

| 4,1 |

| 2,9 |

| 4,9 |

| 7,3 |

| 11,8 |

| 14,1 |

| 15,9 |

| 16,6 |

| 15,7 |

| 15,3 |

| 11,9 |

| 7,6 |

| 4,1 |

| 2,9 |

| 4,9 |

| 7,3 |

| 11,8 |

| 14,1 |

| 15,9 |

## Bevölkerung
Der Großteil der Bevölkerung lebt in den subtropischen, fruchtbaren Tälern im Zentrum der Provinz. Wichtige Städte neben der Provinzhauptstadt Salta sind die agroindustriell und landwirtschaftlich wichtigen San Ramón de la Nueva Orán (80.000 Einwohner), Tartagal (75.000 Einwohner), Rosario de Lerma (20.000 Einwohner) und Rosario de la Frontera (28.000 Einwohner), der touristisch bedeutende Weinbauort Cafayate (14.000 Einwohner) sowie die Grenzstadt zu Bolivien, Profesor Salvador Mazza (auch Pocitos, 18.000 Einwohner).

## Geschichte
Um 1400 reichte die südliche Ausdehnung des Inka-Reiches bis in die Gegend um Salta und San Miguel de Tucumán.
Die spanischen Eroberer betraten Salta erstmals auf ihrem Weg von Perú in das heutige Argentinien, ließen sich aber nicht in Salta nieder, sondern gründeten zuerst die Städte Santiago del Estero und San Miguel de Tucumán. Hernando de Lerma, seit dem 13. November 1577 Gouverneur von Tucumán, wurde von der spanischen Krone beauftragt, eine Stadt als Zwischenstation zwischen Perú und der Provinz Tucumán zur Verteidigung und Versorgung zu errichten. Er gründete am 16. April 1582 die Stadt Ciudad de Lerma (La Ciudad de Lerma en el Valle de Salta), die heutige Provinzhauptstadt Salta.

## Namensherkunft
Über die Herkunft des Namens Salta gibt es mehrere Theorien. Zum einen ist Salta die Bezeichnung für den schönen Ort, angenehm um sich niederzulassen in der Quechua-Sprache (lugar lindo, agradable para asentarse). Für die Einheimischen (Salteños) ist der Name Salta gleichbedeutend mit „La linda“ (spanisch): Salta, la linda = „Salta, die Schöne/die Hübsche“. Für andere ist der Begriff Salta die Bezeichnung der Sahta-Sippe der Lule-Indianer.

## Verwaltungsgliederung
Die Provinz Salta ist in 23 Departamentos gegliedert, die wiederum in Gemeinden (Municipios) unterteilt sind. Die folgende Liste nennt die Namen der Departamentos (in Klammern die jeweiligen Hauptstädte) und gibt Fläche, Einwohnerzahl und -dichte nach dem letzten nationalen Zensus von 2001 wieder.

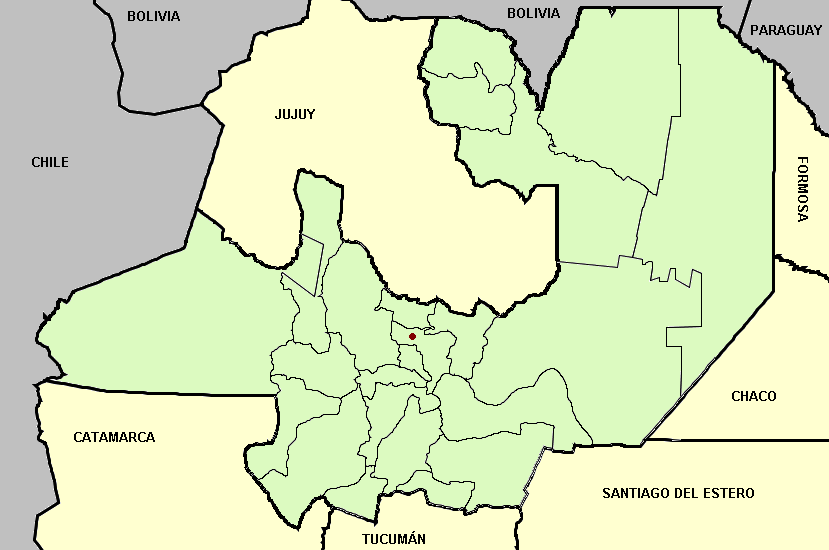
Verwaltungsgliederung der Provinz Salta

| Departamento               | Hauptstadt                 | Fläche (in km²) | Einwohner (2022) |
| Anta                       | Joaquín Víctor González    | 21.945          | 070.170          |
| Cachi                      | Cachi                      | 02.925          | 008.948          |
| Cafayate                   | Cafayate                   | 01.570          | 017.829          |
| Capital                    | Salta                      | 01.722          | 627.704          |
| Cerrillos                  | Cerrillos                  | 00.640          | 55.949           |
| Chicoana                   | Chicoana                   | 00.910          | 024.729          |
| General Güemes             | General Güemes             | 02.365          | 056.166          |
| General José de San Martín | Tartagal                   | 16.257          | 178.004          |
| Guachipas                  | Guachipas                  | 02.785          | 003.491          |
| Iruya                      | Iruya                      | 03.515          | 006.118          |
| La Caldera                 | La Caldera                 | 00.867          | 0012.299         |
| La Candelaria              | La Candelaria              | 01.525          | 007.205          |
| La Poma                    | La Poma                    | 04.447          | 001.789          |
| La Viña                    | La Viña                    | 02.152          | 008.900          |
| Los Andes                  | San Antonio de los Cobres  | 25.636          | 007.182          |
| Metán                      | San José de Metán          | 05.235          | 048.245          |
| Molinos                    | Molinos                    | 03.600          | 005.820          |
| Orán                       | San Ramón de la Nueva Orán | 11.892          | 160.642          |
| Rivadavia                  | Rivadavia                  | 25.951          | 038.113          |
| Rosario de la Frontera     | Rosario de la Frontera     | 05.402          | 033.809          |
| Rosario de Lerma           | Rosario de Lerma           | 05.110          | 051.028          |
| San Carlos                 | San Carlos                 | 05.125          | 007.798          |
| Santa Victoria             | Santa Victoria             | 03.912          | 09.413           |

## Wirtschaft

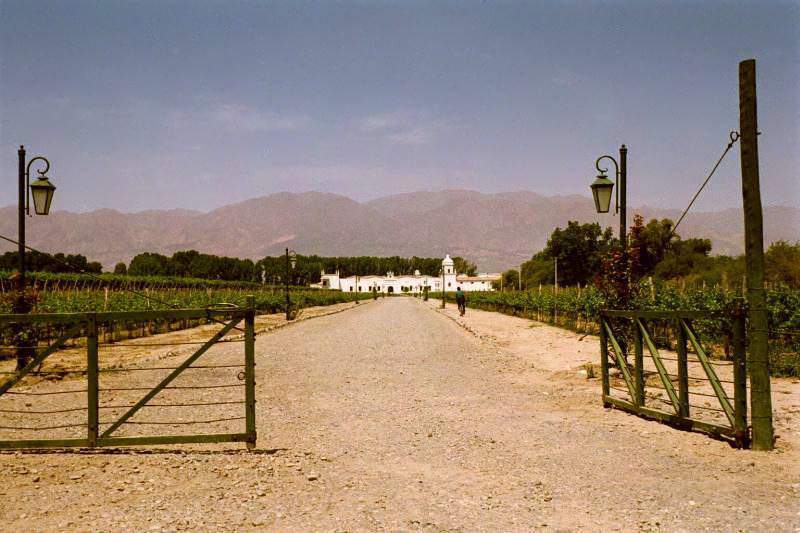
Weingut De la Rosa in Cafayate

Tourismus ist, neben der tropischen Landwirtschaft und der damit verbundenen Industrie, eine der Haupteinnahmequellen der Provinz. Viele internationale und argentinische Gäste besuchen die historische Altstadt der Provinzhauptstadt und die Andenausläufer.

### Tourismus
In Salta beginnt eine der berühmtesten Zugstrecken der Welt: Der Tren a las Nubes (Zug in die Wolken), der über die Anden bis zur Brücke La Polvorilla führt. Heute fährt auf dieser Linie ein Touristenzug von Salta bis auf eine Höhe von 4300 Metern.
Stark besuchte touristische Ziele sind auch die Valles Calchaquíes und der 183 km lange Weg in das Weinanbaugebiet von Cafayate.

### Landwirtschaft
Salta verfügt über eine breite Palette landwirtschaftlicher Erzeugnisse. Hauptanbauprodukte sind Tabak, Zuckerrohr, Bohnen, Soja, Grapefruit und Wein.

#### Tabak
Salta ist, neben der Nachbarprovinz Jujuy, der Hauptproduzent von Tabak in Argentinien. Angebaut wird hauptsächlich die Sorte „Virginia“ auf etwa 14.000 bis 20.000 Hektar in den zentralen Departamentos der Provinz (Capital, Cerrillos, Chicoana, General Güemes, Guachipas, La Caldera, La Candelaria, Rosario de la Frontera und Rosario de Lerma). 2003/2004 erreichte die Produktion der etwa 870 mittleren und großen Tabakbauern ein Volumen von 46.000 Tonnen, was einen Anstieg von 36 Prozent zur Vorjahresernte entsprach und einen Anteil von 29 Prozent der Landesproduktion ausmachte. Salta setzte sich damit vor Jujuy an die Spitze der Tabakproduktion des Landes.
Der Tabakhandel ist in der Provinz Salta organisiert bis hin zur Herstellung von Zigaretten. Der Tabakexport erreichte im Jahre 2004 ein Volumen von 49 Millionen Dollar.

#### Zucker
Hauptanbaugebiete für Zuckerrohr sind die beiden an die Provinz Jujuy angrenzenden Departamentos General Güemes und Orán. Auf mehr als 20.000 Hektar wurden bei der Zafra (Zuckerrohrernte) 2004 226.447 Tonnen Zuckerrohr geerntet, was einem Anteil von 12 Prozent der Landesproduktion entspricht. Das Zuckerrohr wird in zwei Ingenios (Zuckerfabriken) verarbeitet, die Mitte der 1990er Jahre von führenden Zuckerindustriellen der Nachbarprovinz Jujuy aufgekauft wurden. Der Eigentümerwechsel führte zur Modernisierung des Sektors, verbunden mit erhöhten Investitionen und der Vergrößerung der Anbauflächen.

#### Bohnen
70 Prozent der Jahresproduktion Argentiniens an Bohnen hat ihren Ursprung in der Provinz Salta. Hauptanbaugebiete sind die zentralen und östlichen Departamentos (Capital, Anta, Cerrillos, General Güemes, General José de San Martín, La Candelaria, Metán, Orán und Rosario de la Frontera). Die Verarbeitung der Produktion erfolgt in der Provinz Salta. Dies gilt sowohl für die eigene Produktion wie für die der Nachbarprovinzen. Die Bohnenproduktion liegt in den Händen mittlerer Produzenten, die mit eher traditioneller Technologie zwischen 350 und 850 Hektar bearbeiten und den großen Produzenten mit modernster Technologie, die Flächen ab 1000 Hektar bearbeiten. Die Gesamtanbaufläche stieg im Verlauf der 1990er Jahre von 125 Hektar auf 232 Hektar im Jahre 1999, nahm aber in den Folgejahren auf Grund von Veränderungen auf dem Weltmarkt und durch Produktionsverlagerungen hin zu Soja ab.
Da Argentinien – beinahe als Ausnahme in Lateinamerika – nur einen geringen Eigenverbrauch hat, wird die Bohnenproduktion flexibel an den erwarteten Bedarf in den Hauptexportländern angepasst. Dies gilt sowohl für die Ausweitung bzw. Einschränkung der Anbauflächen wie für den Wechsel zwischen den beiden Hauptsorten „Alubia“ (weiße Bohne) und „Poroto negro“ (schwarze Bohne). Der Hauptmarkt für die schwarze Bohne ist Brasilien, die weiße Bohne hat einen stabilen Absatzmarkt in Europa. Im Jahre 2004 kam es zu einem Rückgang in der Bohnenproduktion, vor allem durch die besseren Gewinnchancen durch die Ausweitung des Sojaanbaus. Die Produktion erreichte bei der weißen Bohne einen Umfang von 65 Millionen Tonnen und bei der schwarzen Bohne von 23,4 Millionen Tonnen. Der Gesamtwert des Bohnenexports belief sich auf 54,6 Millionen Dollar.

#### Soja
Der Sojaanbau erfuhr – auf Grund der gestiegenen Nachfrage am Weltmarkt – eine signifikante Ausweitung, zum Teil zu Lasten anderer landwirtschaftlicher Anbauprodukte, etwa den Bohnen. Die bevorzugten Sojaanbaugebiete in der Provinz Salta liegen in den beiden Departamentos Anta und General José de San Martín. Während der Ernte 2003/04 betrug die Anbaufläche 437.000 Hektar und der Ertrag erreichte 821 Millionen Tonnen.
Die Sojabohnen Saltas werden entweder an die Speiseölindustrie in Santa Fe verkauft oder direkt exportiert. Hauptabnehmer sind dabei Brasilien, Bolivien und Paraguay. Der Exportwert betrug 2004 über 45 Millionen Dollar. Im Jahre 2001 wurde mit einer Investition von 2 Millionen Dollar eine Sortieranlage in Betrieb genommen, die es erlaubt, den Bedarf der nordwestlichen und nordöstlichen Provinzen Argentiniens zu lagern.

#### Grapefruit und Apfelsine
Die Zitrusproduktion Saltas konzentriert sich in den nördlichen Departamentos Orán und General José de San Martín. Die Gesamtanbaufläche verdoppelte sich in den 1990er Jahren von 7500 Hektar auf 15.000 Hektar, wobei ca. 50 Prozent der Anbaufläche der Grapefruit, 30 Prozent der Apfelsine und 20 Prozent anderen Zitrusfrüchten gewidmet war. Auf Grund der konstanten Nachfrage aus Europa entwickelte sich die rosa Grapefruit von einem Randprodukt innerhalb der Zitrusproduktion der Provinz zum Exporthit. Heute sind 20 Prozent der Gesamtanbaufläche von Zitrusfrüchten für die rosa Grapefruit reserviert. Der Gesamtwert aus dem Export von Zitrusprodukten erreichte 2004 11,6 Millionen Dollar.

#### Wein
Wein wird in den Valles Calchaquíes, vor allem in den Departamentos San Carlos und Cafayate angebaut. Die Anbaufläche erreicht ca. 2000 Hektar, auf der vor allem die Torrontés-Riojano-Traube, nachgeordnet aber auch Cabernet Sauvignon und Malbec angebaut werden. In der Region wurden große Anstrengungen unternommen, die Qualität der Weine zu stabilisieren, um sie auf dem heimischen wie auf dem Weltmarkt besser vermarkten zu können. Dies scheint zu gelingen. Die Exporte erreichten im Jahre 2004 einen Wert von 4,7 Millionen Dollar. Siehe hierzu auch den Artikel Weinbau in Argentinien.